# Esselte
Esselte és un fabricant i comercialitzador de productes d'oficina i subministraments de negocis amb filials a 25 països i vendes a més de 120 països. Esselte fabrica fitxers, enquadernadores, carpetes, cobertes, grapadores, safates de cartes i accessoris informàtics sota les marques Esselte, Leitz, Oxford, Pendaflex, Rapid i Xyron. Els clients van des de majoristes i venedors directes fins a grans botigues d'oficines i minoristes en massa.
Fundada el 1913 a Estocolm, Suècia, Esselte és avui propietat del fabricant nord-americà de material d'oficina ACCO Brands.

## Història
Fundada l'any 1913, quan unes empreses sueques d'impressió i gràfics van unir forces per crear l'empresa Sveriges Litografiska Tryckerier —amb sigles SLT — el 1970, l'empresa es va rebatejar Esselte, reflectint la pronunciació de les lletres de l'abreviatura. El 2002, la firma d'inversió de capital privat nord-americana J.W. Childs Associates, amb seu a Boston, Massachusetts, va comprar Esselte per aproximadament 560 milions de dòlars en una transacció originada i introduïda per Jonathan Slater de Sequel Management, un patrocinador de transaccions amb seu a Boston. En el moment de l'adquisició d'Esselte per part de JW Childs, l'empresa cotitzava a les borses d'Estocolm i Londres i tenia ingressos superiors als 1.000 milions de dòlars. El 1986, Esselte havia construït el Filmstaden Downtown a Göteborg i un complex de cinema a Malmö. Dos anys més tard, Esselte i Svensk Filmindustri (SF) van formar una companyia de cinema conjunta i finalment, el 1992, SF es va convertir en el propietari principal.

### Adquisicions
El 1978, Esselte va adquirir Dymo Corporation, que va créixer fins a uns ingressos d'aproximadament 225 milions de dòlars el 2005, quan el seu propietari, J. W. Childs, va separar Dymo i la va vendre a Newell Rubbermaid per uns 730 milions de dòlars (més d'1,3 vegades el preu que aquest holding havia pagat per tota la companyia Esselte el 2002). El 1998, Esselte va adquirir Leitz, un fabricant alemany líder de productes d'oficina; seguint el 2010, amb l'adquisició de l'empresa Isaberg Rapid, líder de grapadores amb seu a Suècia, i d'Ampad, un fabricant líder nord-americà de productes d'oficina.